# Михаило-Архангельский собор (Ижевск)
Михаило-Архангельский собор — православный храм в Ижевске, кафедральный собор Ижевской епархии Русской православной церкви. Находится на одной из самых высоких точек города, на Красной (Михайловской) площади. Высота собора 67 м.
Настоятель — правящий (епархиальный) архиерей Ижевской епархии. По состоянию на 2025 год это Викторин (Костенков), митрополит Ижевский и Удмуртский. Заместитель настоятеля — протоиерей Роман Воскресенских.

## История

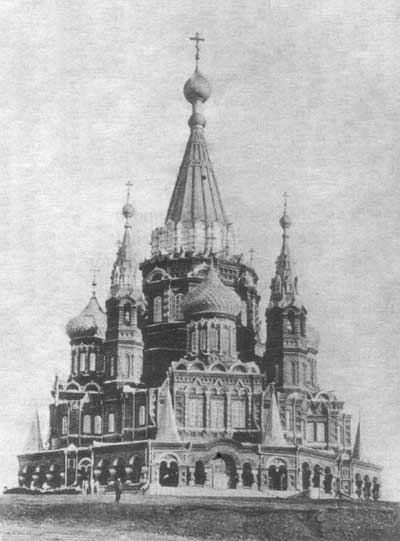
Церковь Михаила Архангела, 1897—1907 г.

Храм стоит на месте существовавшего с 1765 года заводского кладбища, где находилась Троицкая часовня, приписанная к первому Ижевскому храму пророка Илии. В 1784 году часовня была перестроена в храм — в честь Святой Троицы; храм был разрушен пожаром в 1810 году.

### Первый храм

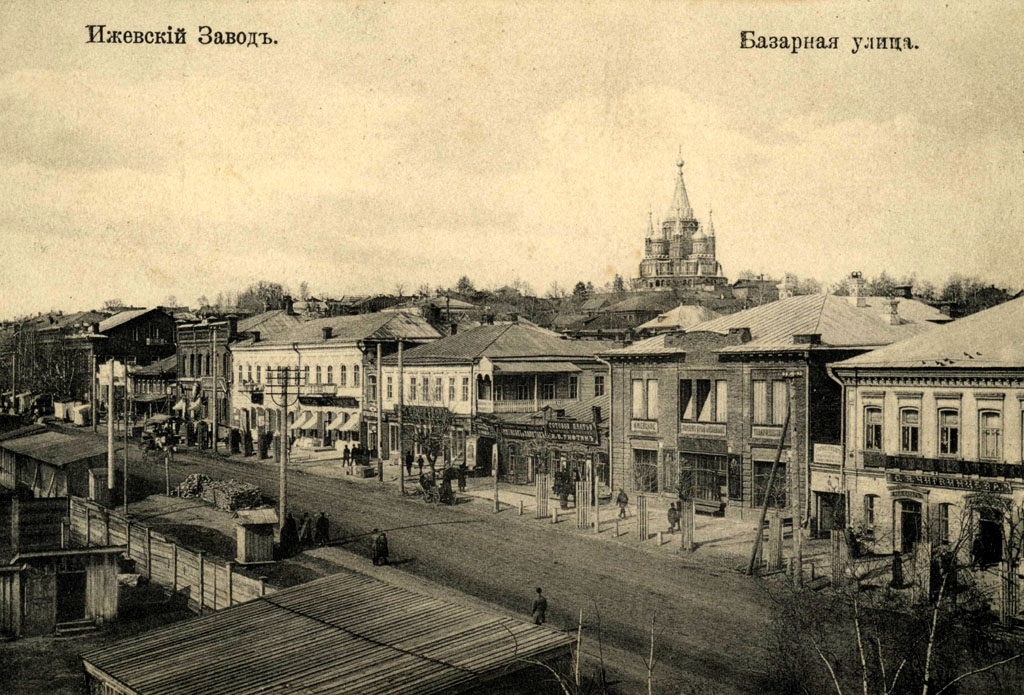
Собор на фото 1918 года

В первой половине XIX века среди ижевчан возникло особое почитание Архангела Михаила — святого покровителя генерал-фельдцейхмейстера великого князя Михаила Павловича — начальника всех оружейных заводов России; перед Александро-Невским собором города (1823) был построен и освящён памятник последнему.
В 1855 году на месте прежней Троицкой церкви выстроена в византийском стиле большая каменная часовня 30-метровой высоты — в честь Архангела Михаила. В 1876 году началась кампания по сбору средств на строительство на месте Михайловской часовни нового храма. В 1893 рабочие Ижевского завода приняли решение перечислять на строительство храма 1 % от зарплаты. Проектирование было поручено вятскому архитектору Ивану Чарушину, который выполнил проект за 3 года и 5850 рублей. Строительный комитет в 1896 году принял решение о том, что новый сбор не должен быть больше Александро-Невского собора. В 1897 году состоялась торжественная закладка собора на Нагорной площади, основное строительство здания было завершено к 1907 году, главный престол был освящён 4 ноября того же года во имя Святого Архистратига Михаила. Из-за революционных событий дальнейшее благоустройство храма было приостановлено. 4 ноября 1915 состоялось торжественное освящение главного престола храма как бесприходной церкви Ижевского завода, приписанной к Александро-Невскому собору. Самостоятельный приход был открыт в 1917 году. Храм имел 3 престола: главный — во имя Архистратига Михаила, южный — в честь Николая Чудотворца и северный — в честь мученицы Александры.
19 марта 1929 года Ижевский городской совет рабочих и красноармейских депутатов постановил: «Расторгнуть договоры с религиозными общинами Михайловского, Александро-Невского соборов и Покровской церкви на аренду зданий». 26 марта 1929 года собор был закрыт и опечатан представителями ижевской милиции. С 1932 по 1937 годы в здании собора располагался Областной музей краеведения ВАО. 8 апреля 1937 года СНК УАССР принял решение о сносе здания Михайловского собора (постановление было подписано 14—15 апреля 1937 года), и вскоре собор был разрушен.

### Воссоздание
11 февраля 2000 года было принято совместное постановление Президиума Государственного Совета Удмуртской Республики и Правительства Удмуртской Республики, положившее начало воссозданию Свято-Михайловского собора. В мае 2004 года состоялось закладка в основание будущего собора освященного креста. Архитектор воссоздания Евгений Скопин
16 мая 2007 года, в отдание праздника Пасхи, митрополит Ижевский и Удмуртский Николай (Шкрумко) совершил освящение нижнего храма в честь Веры, Надежды, Любови и матери их Софии.
5 августа 2007 года главный престол, посвящённый Архистратигу Михаилу, был освящён Патриархом Алексием II, который совершил первую литургию в храме в присутствии президента Удмуртии Александра Волкова и иных официальных лиц.
В июле 2017 года Михайловскому собору присвоен статус кафедрального храма Ижевской и Удмуртской епархии.

### Революционный некрополь
В 1922 году рядом с храмом был построен памятник борцам за советскую власть, погибшим в 1918 году. В ходе воссоздания собора площадка перед монументом была отреставрирована.

## Галерея

Общие виды
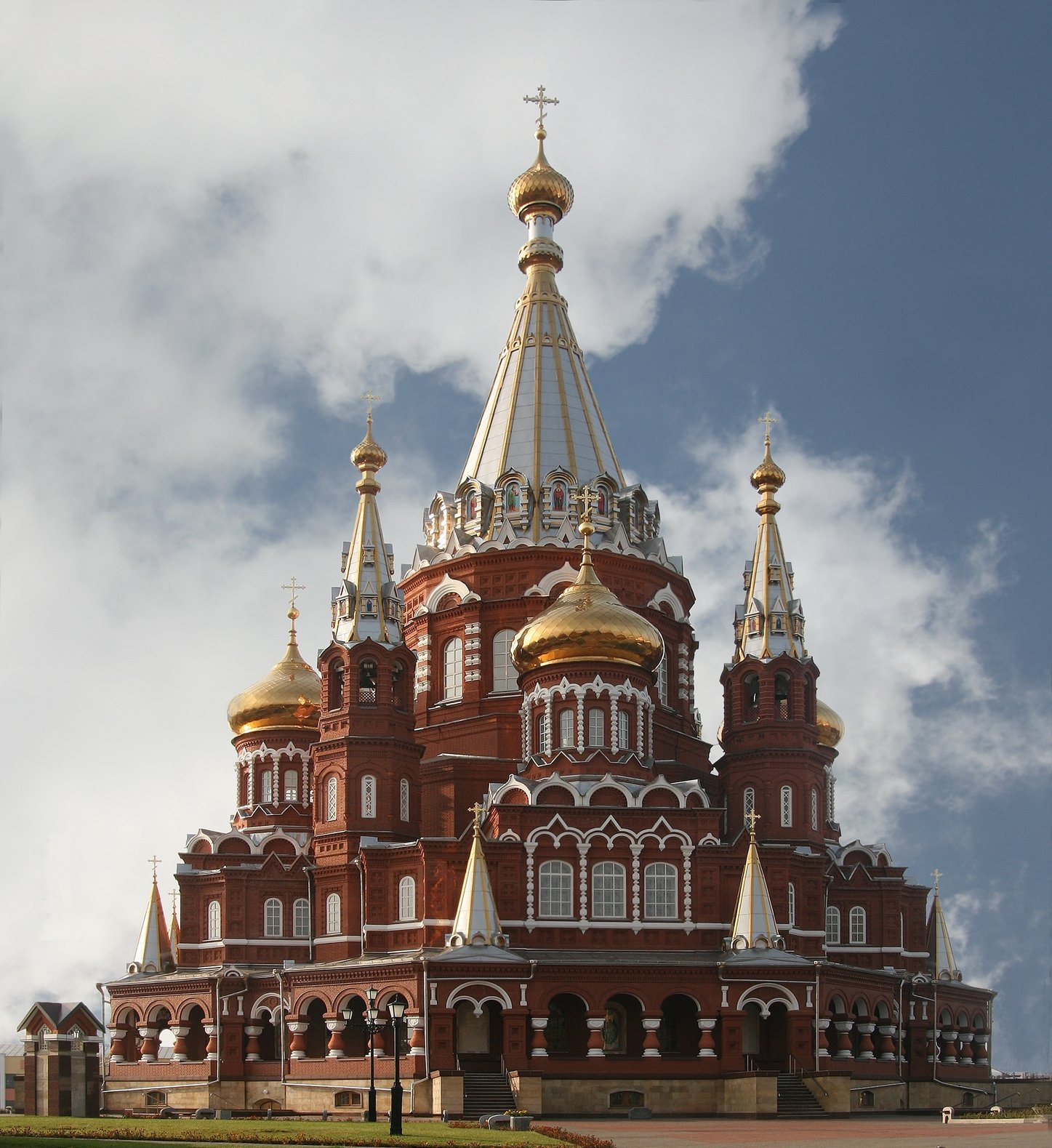
Вид с северной стороны
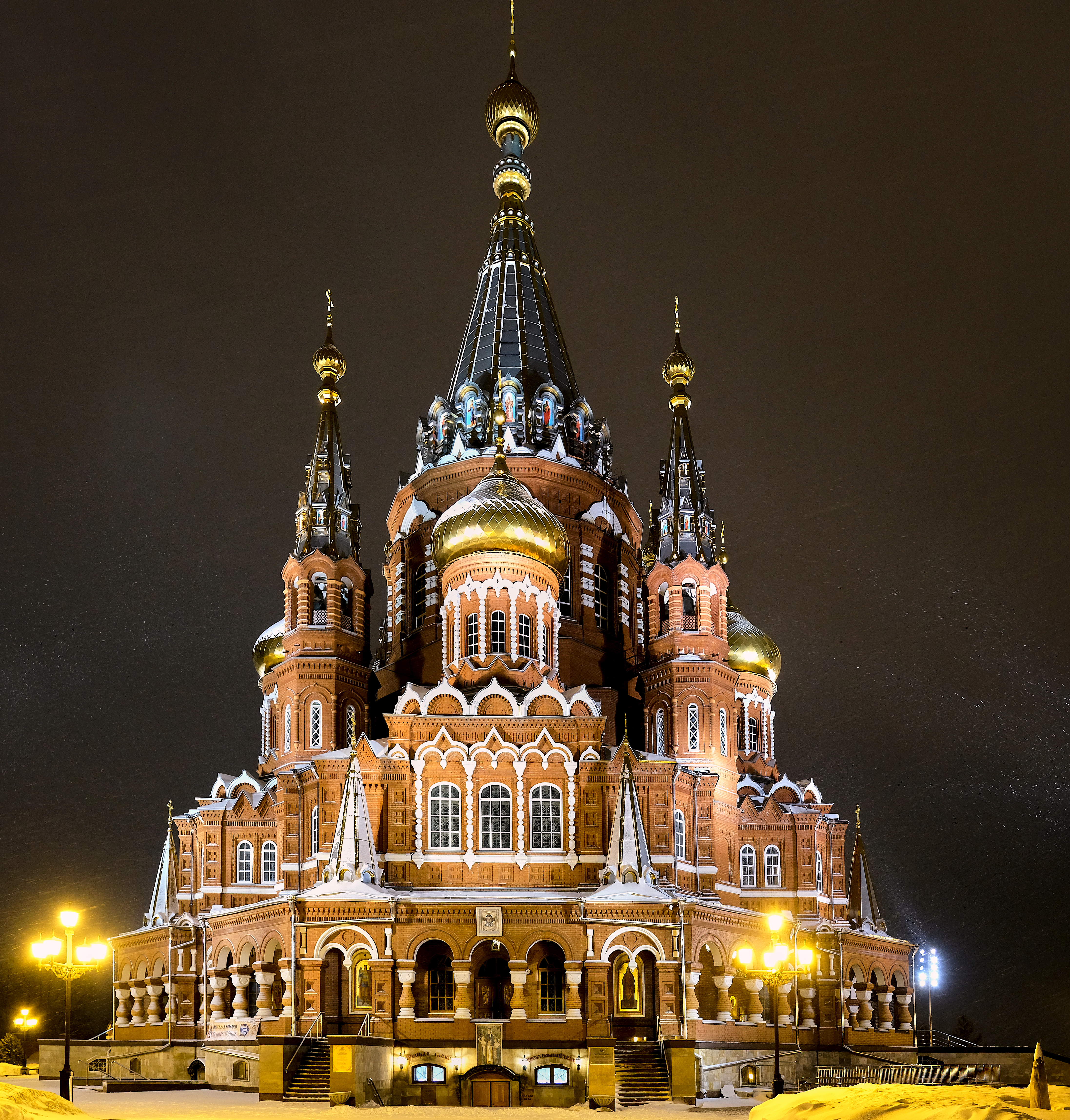
Вид с северной стороны ночью
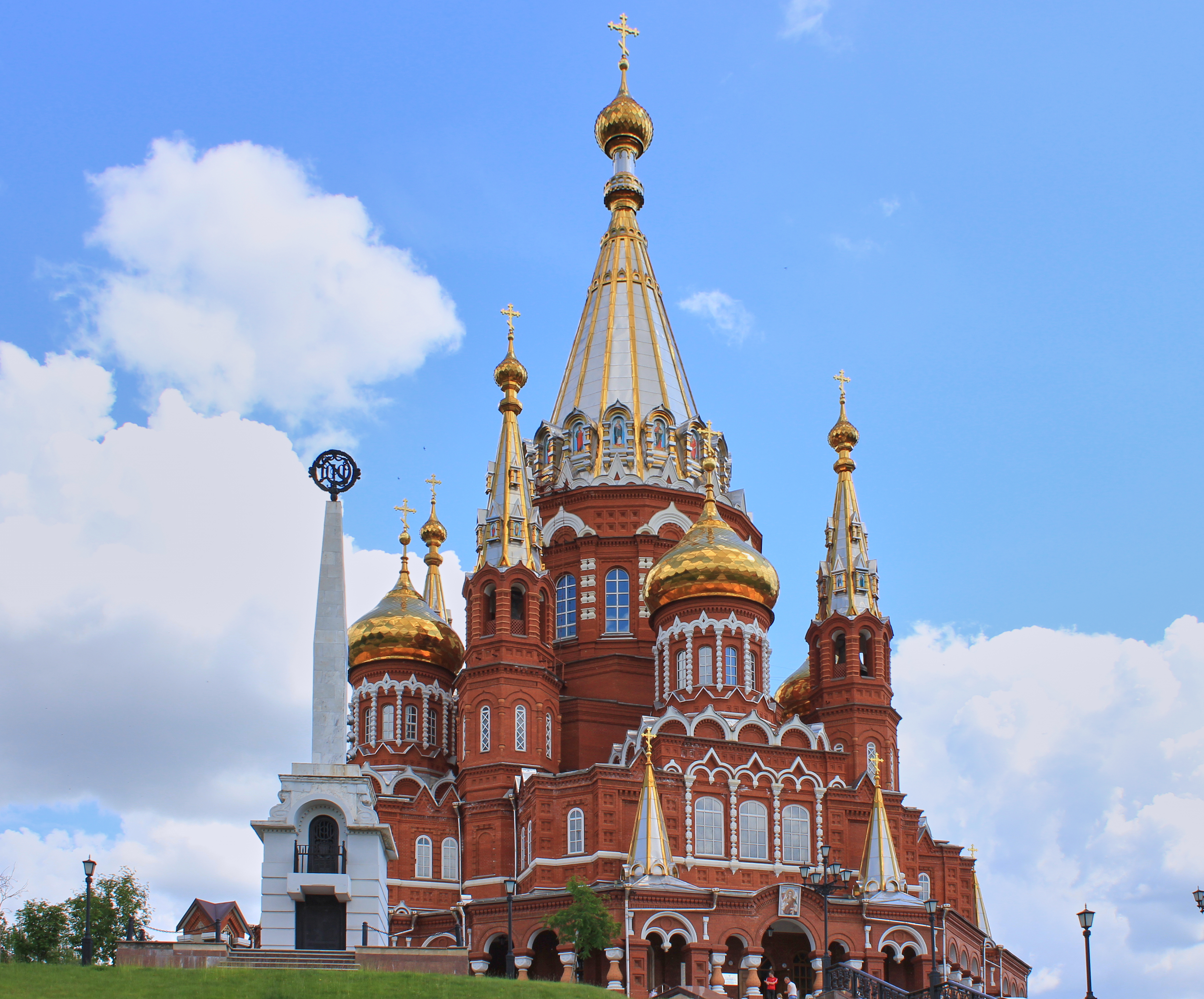
Вид с ул. К. Маркса
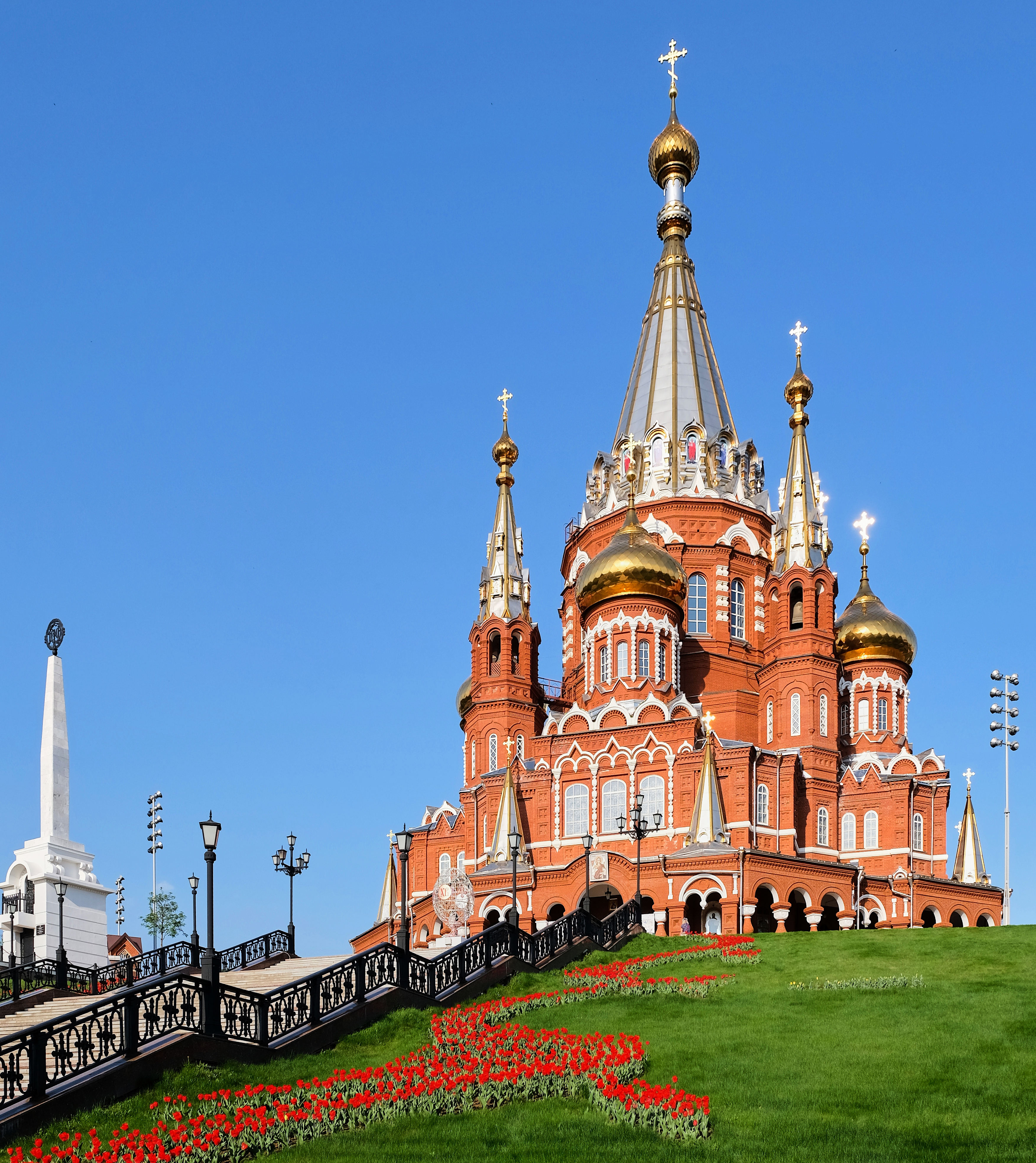
Вид с ул. К. Маркса
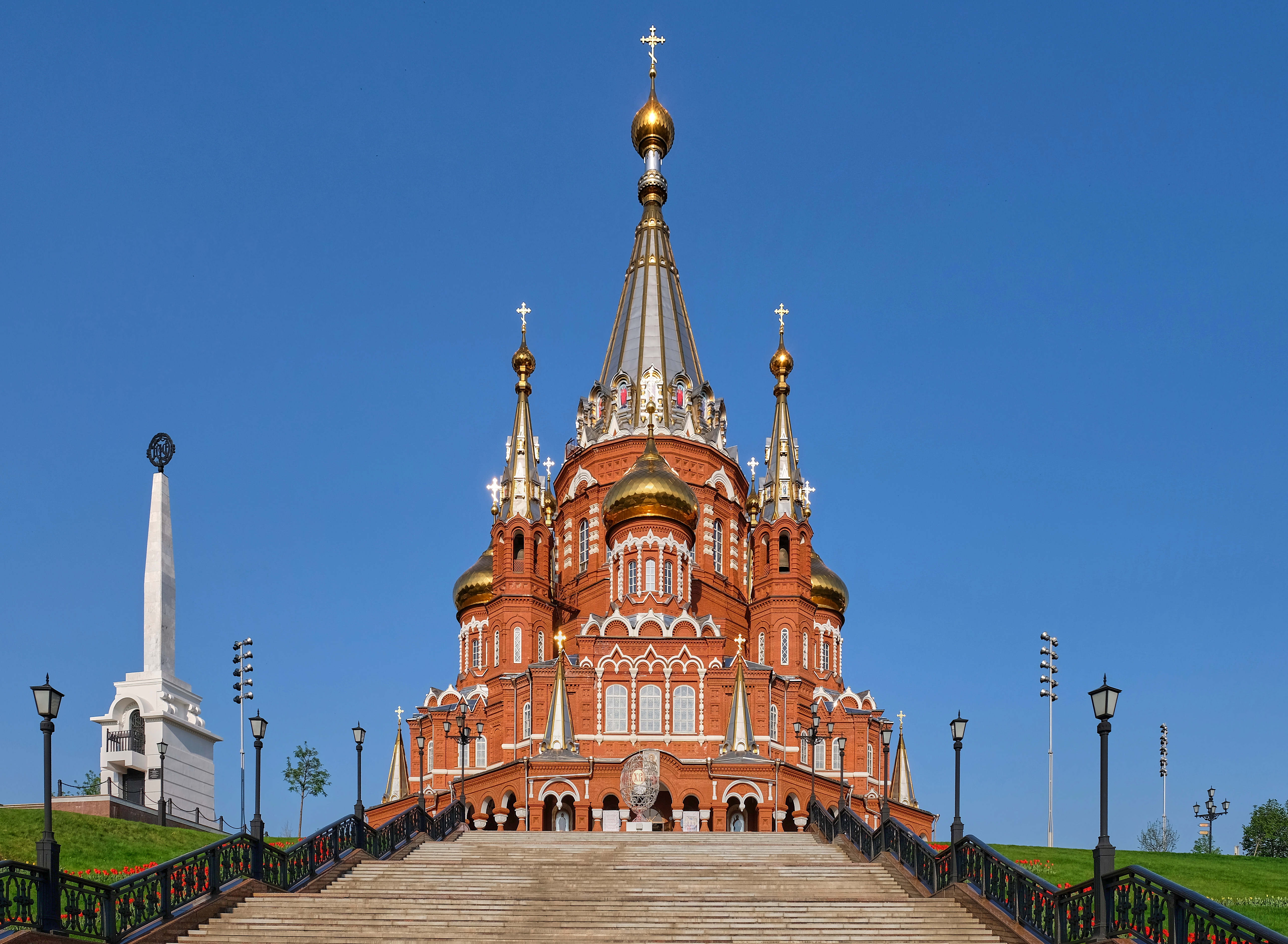
Лестничный марш с ул. К. Маркса
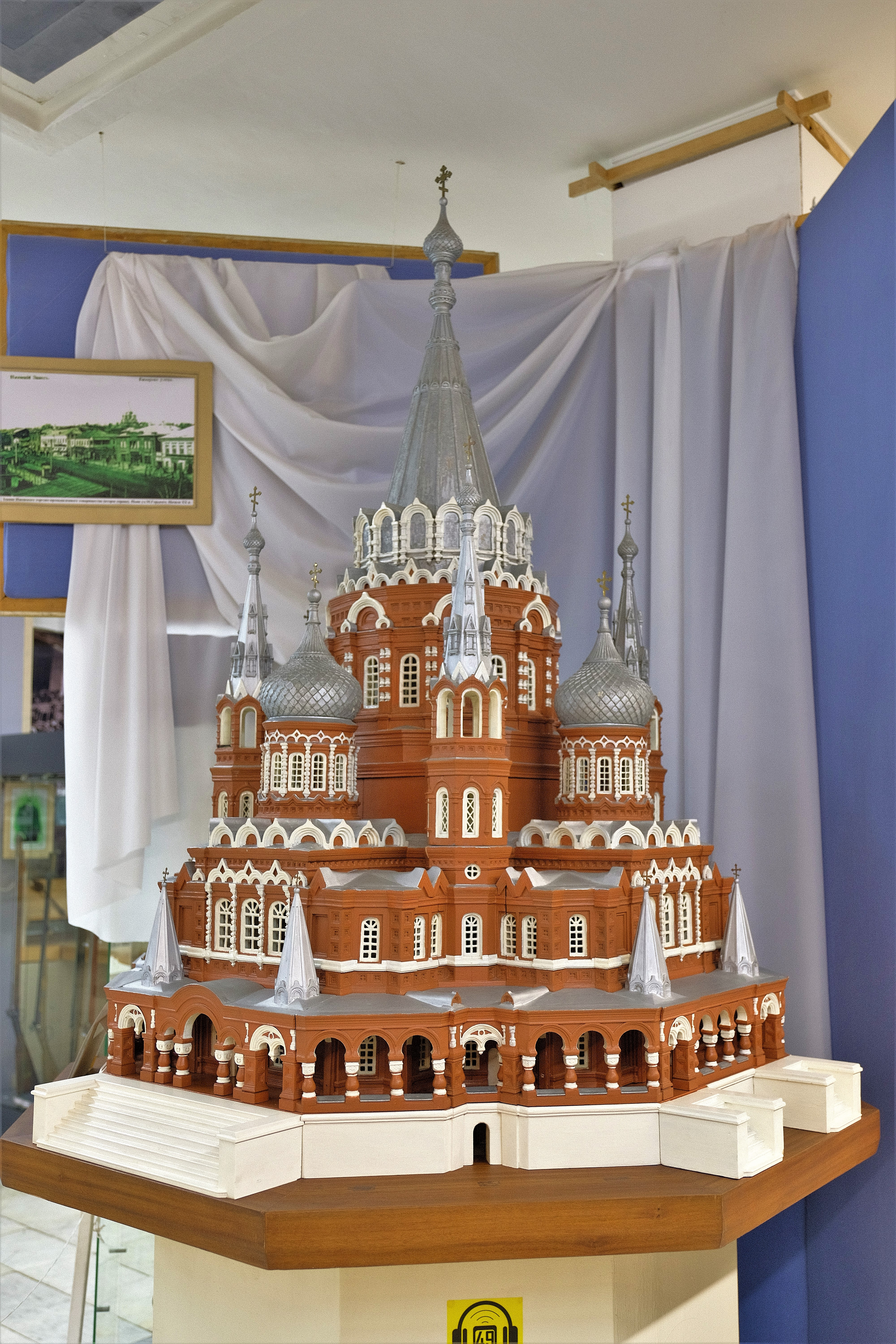
Макет собора в музее им. К. Герда

Интерьеры
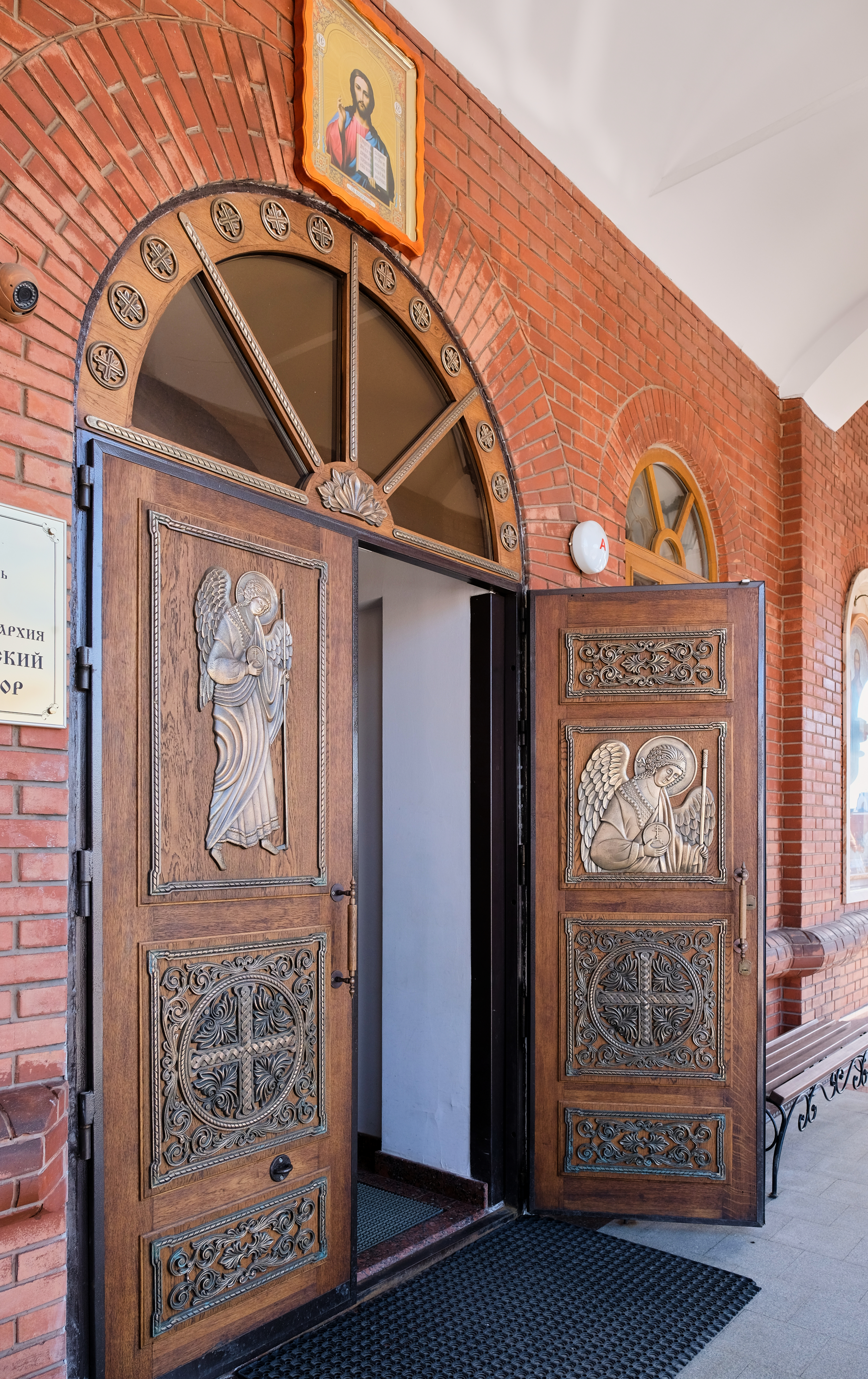
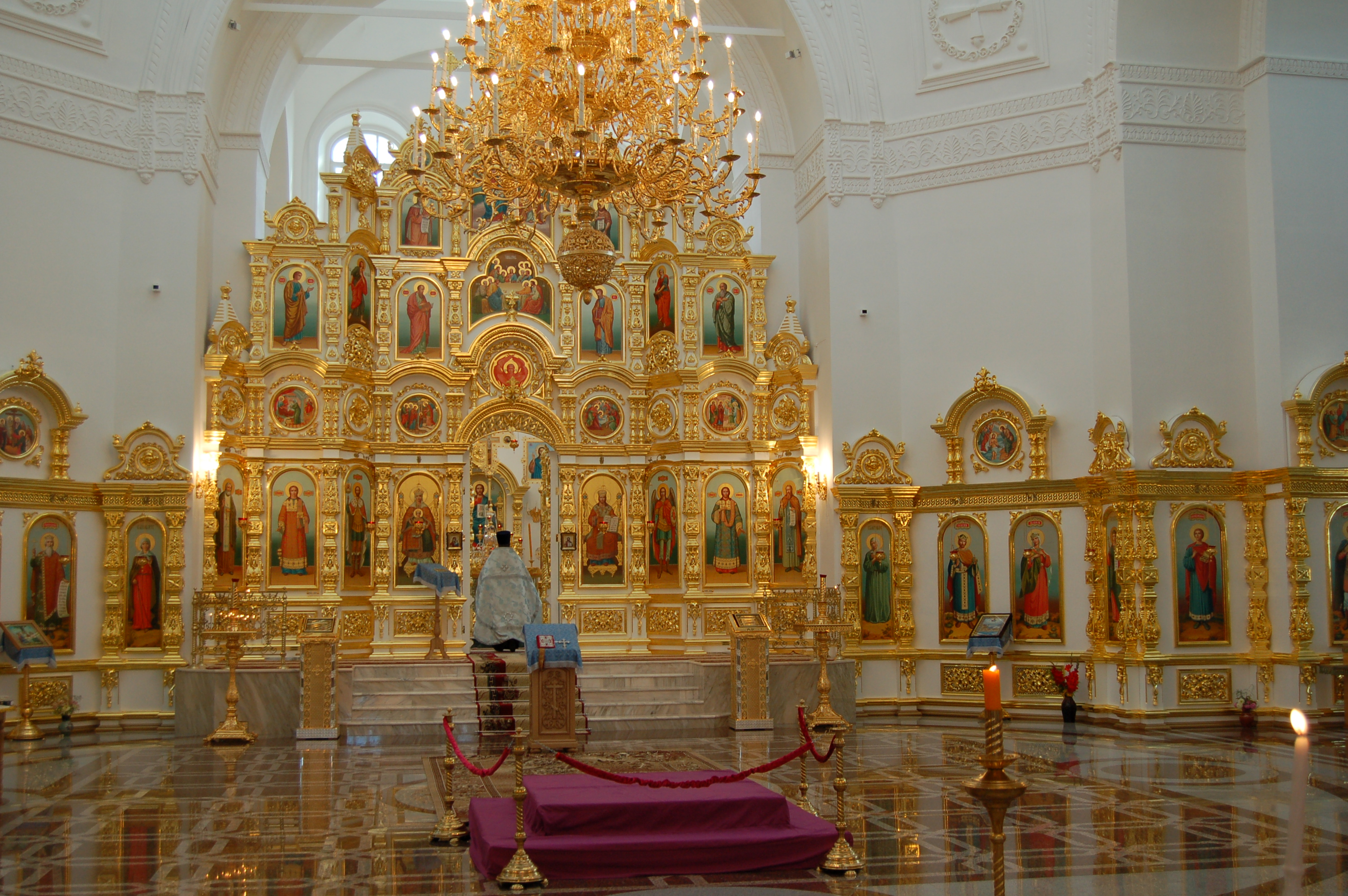
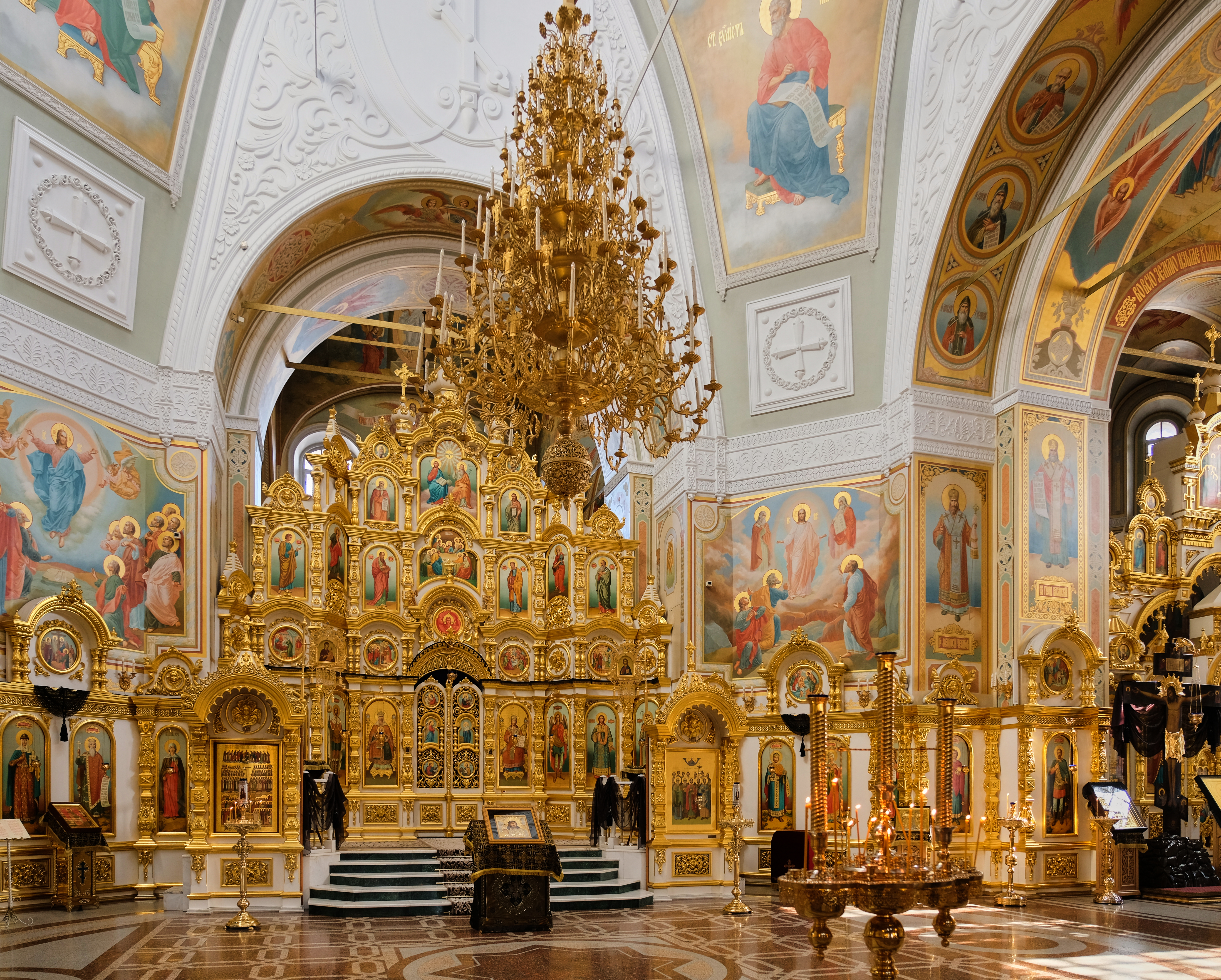
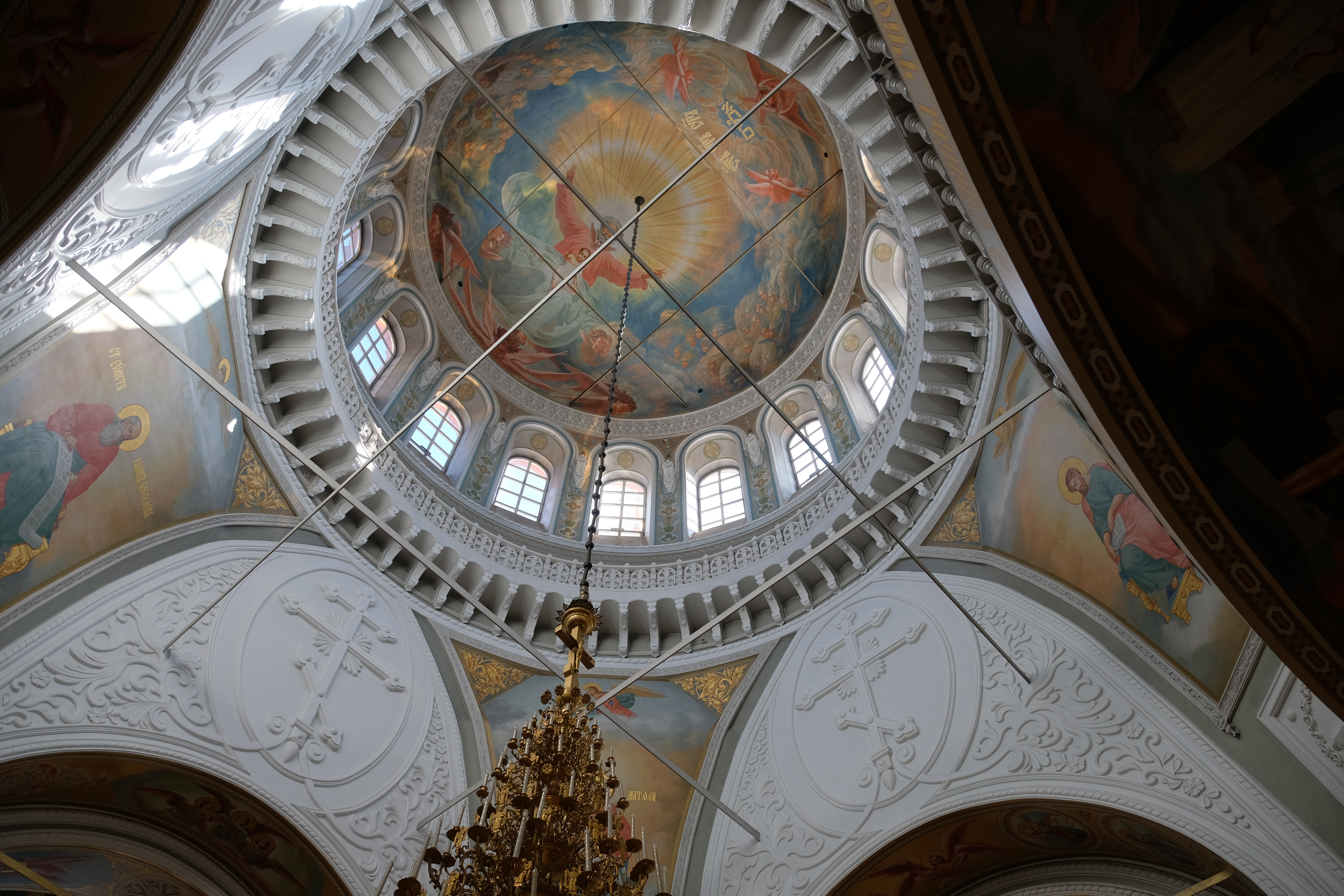

Виды с высоты
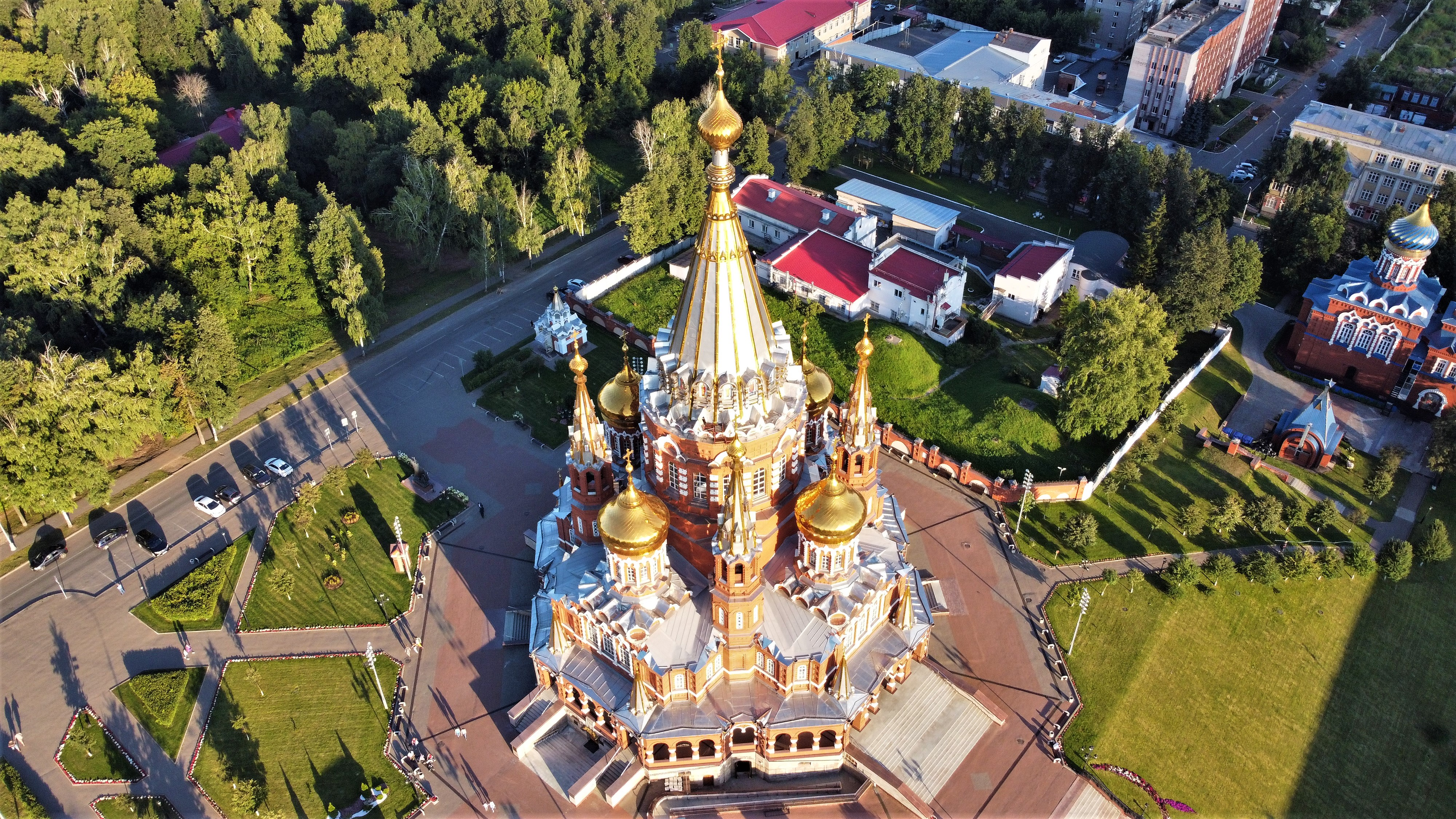
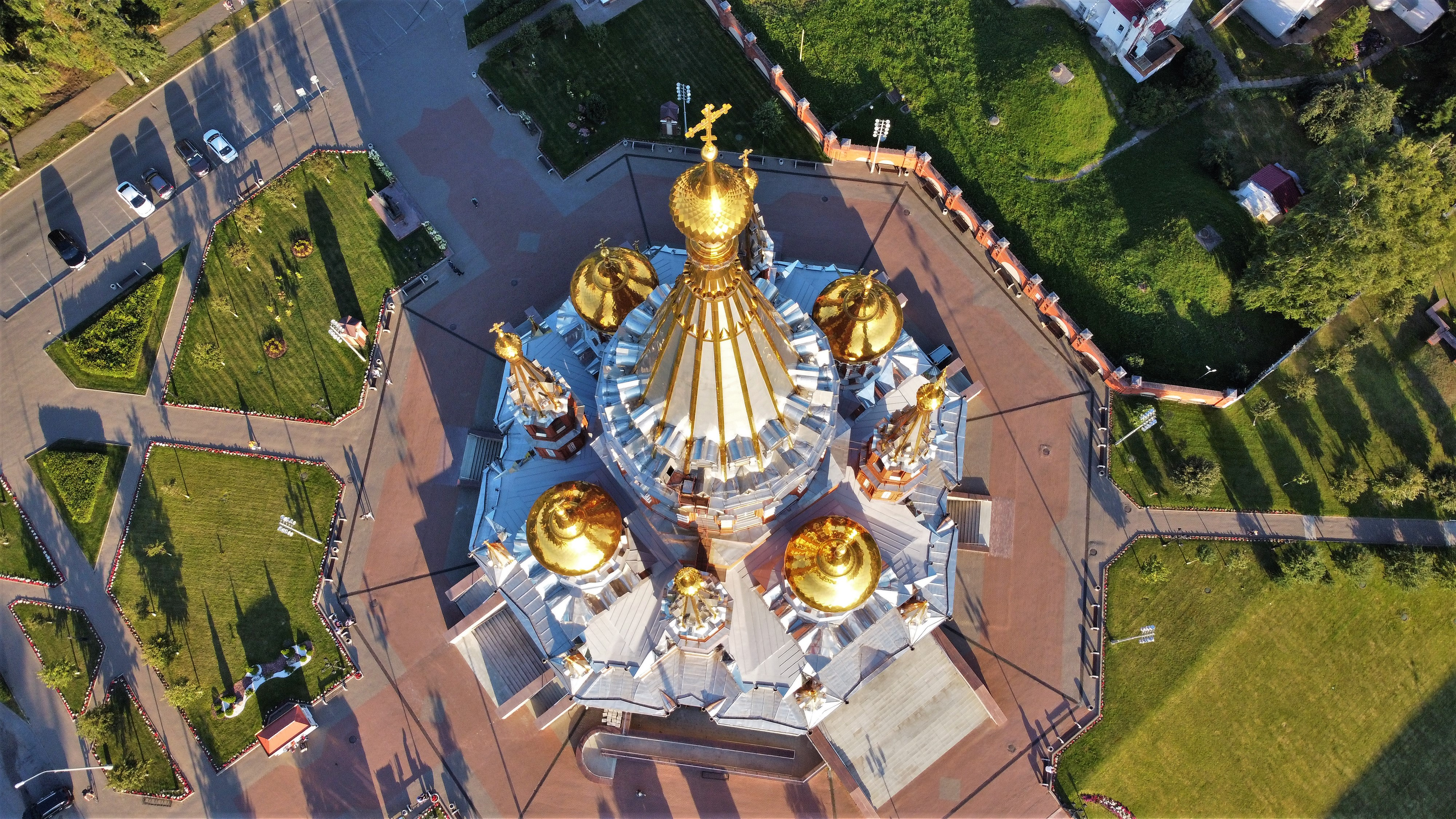
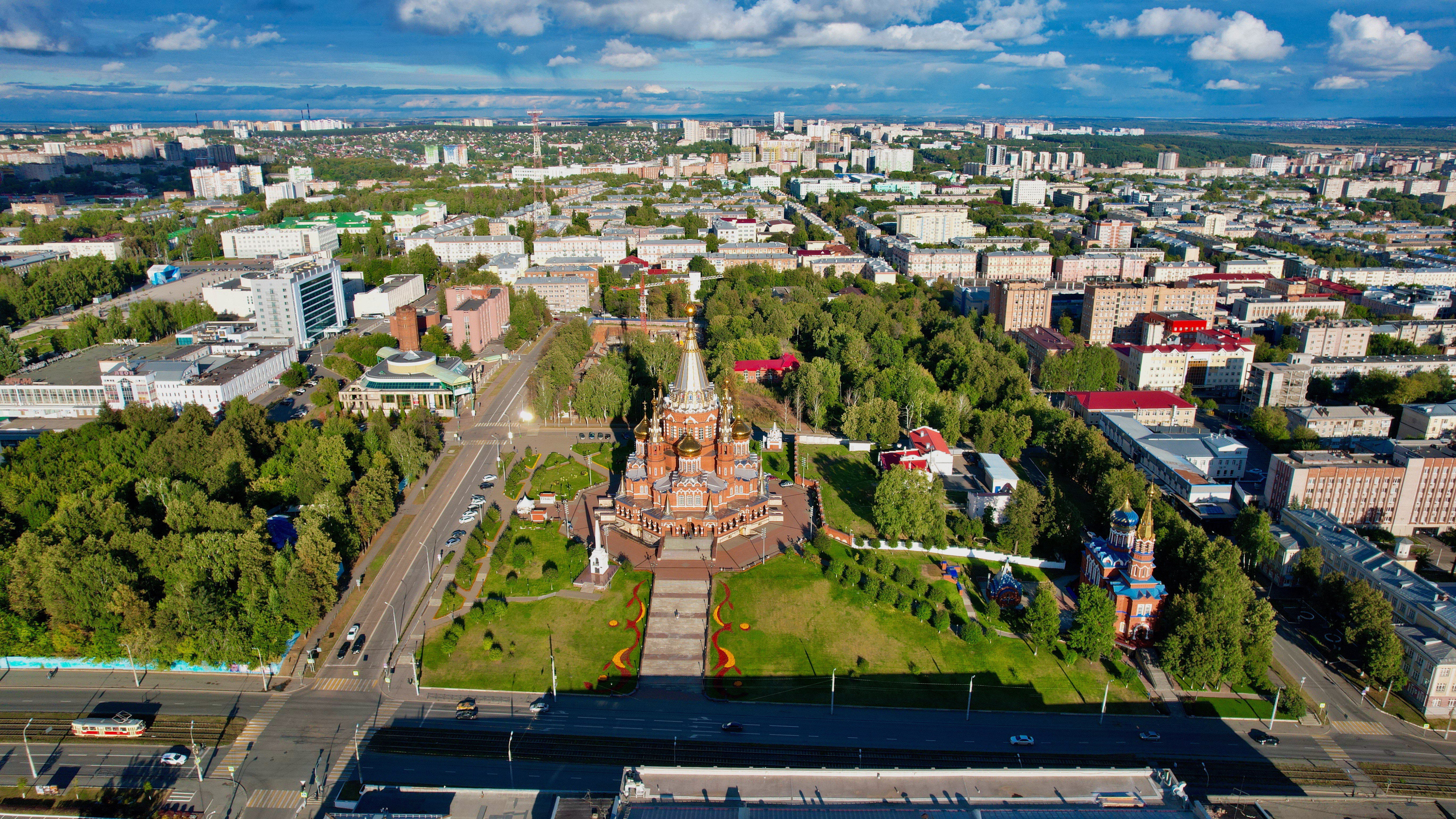
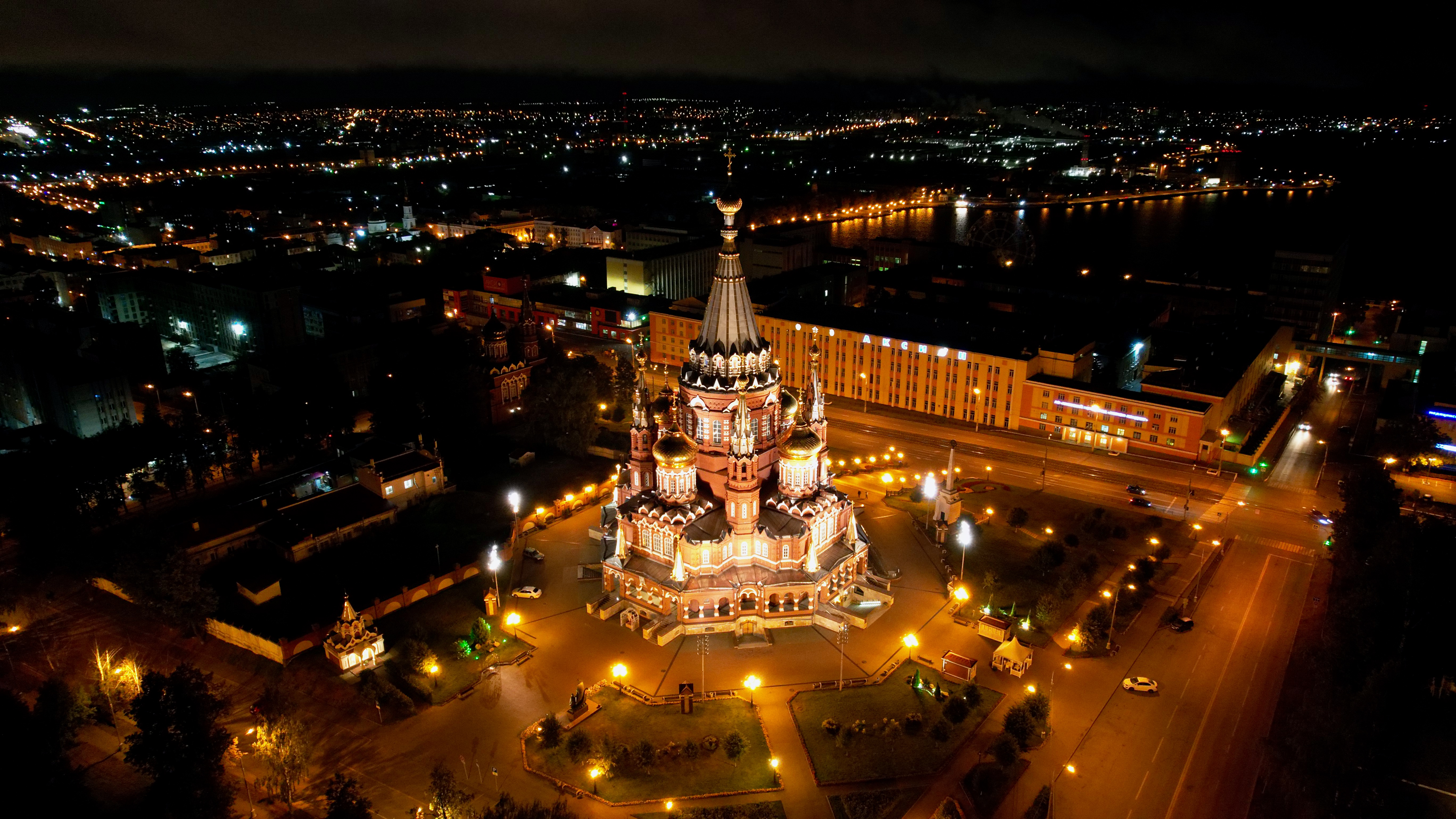
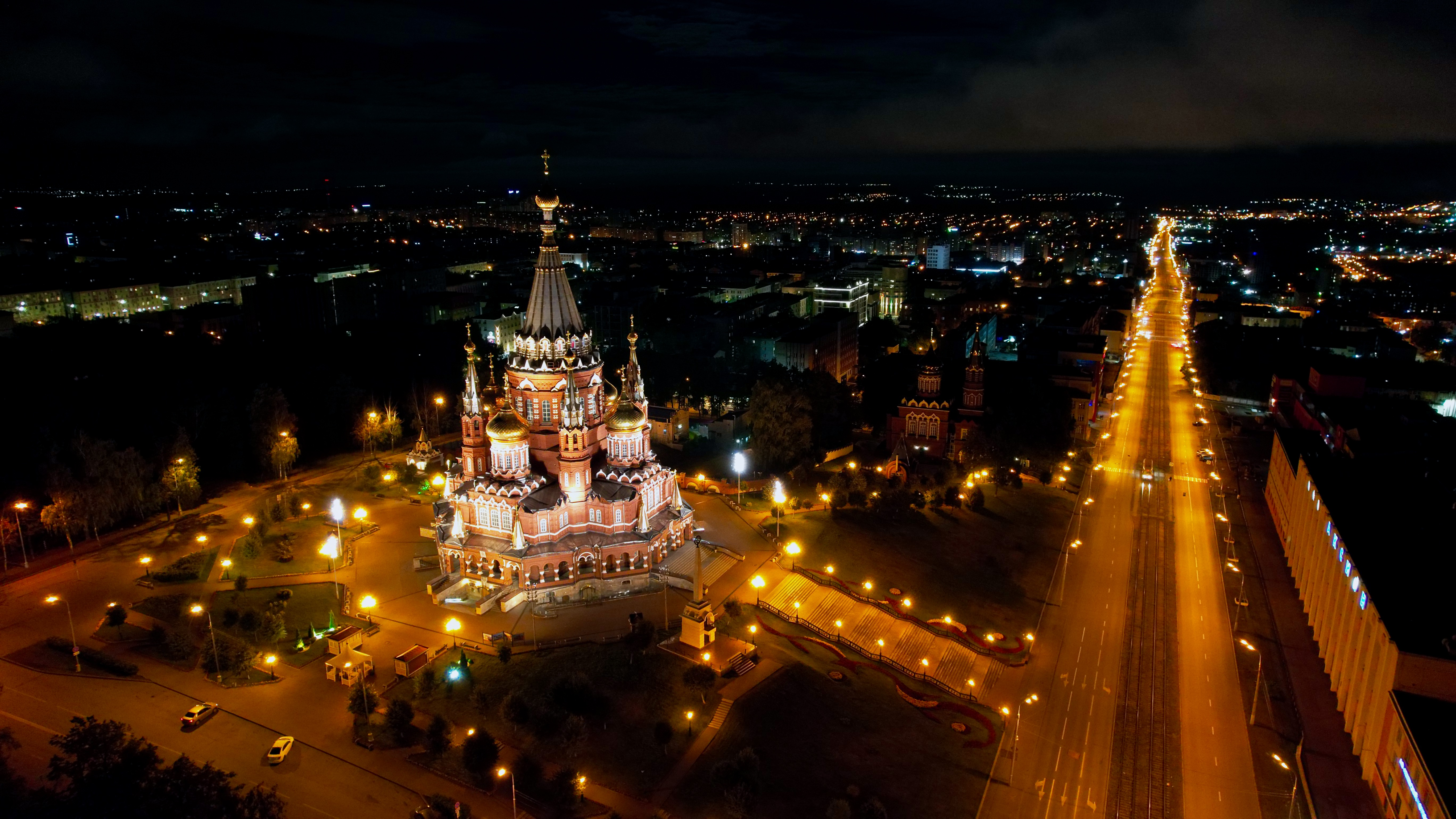
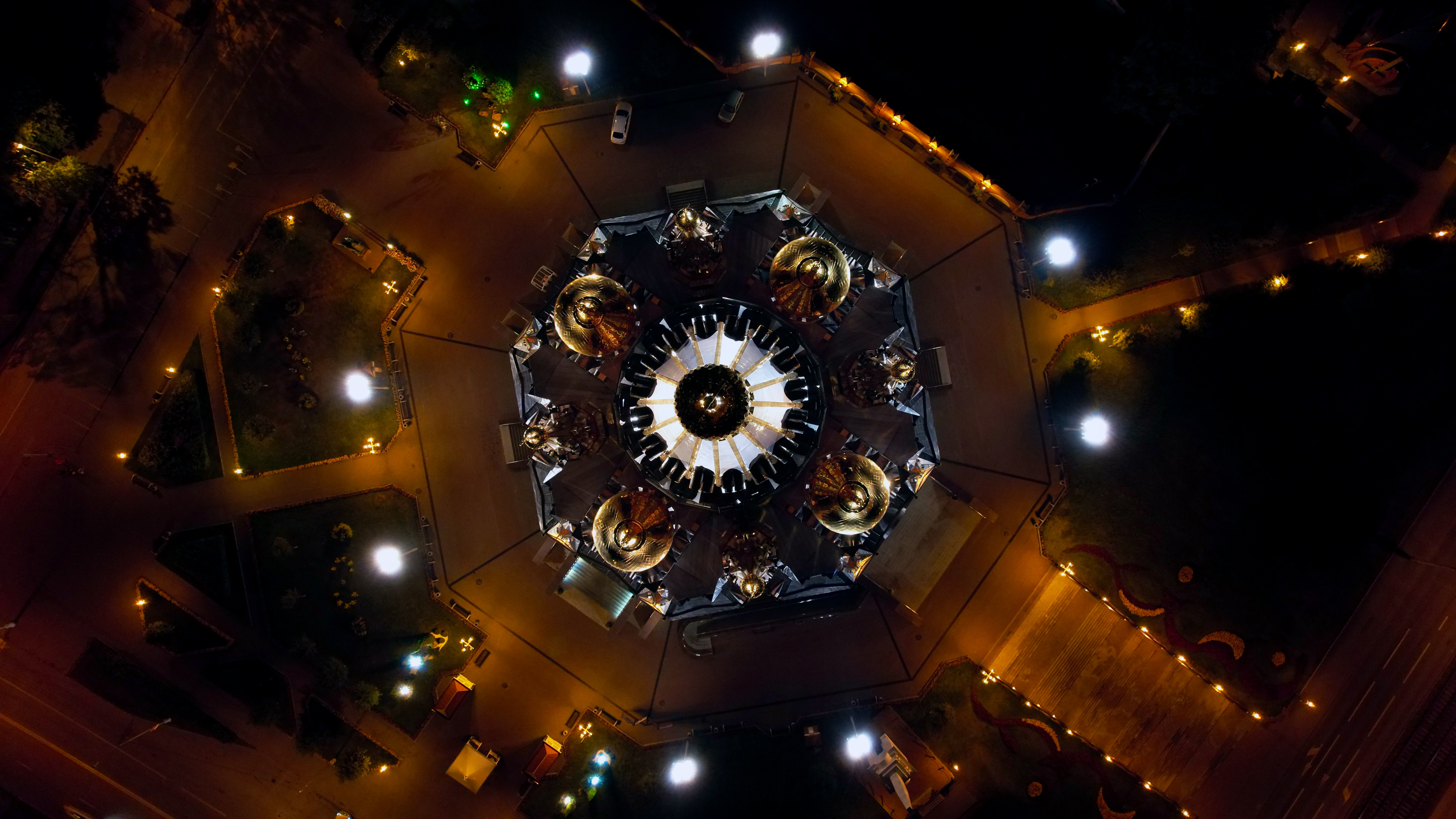